# Ainsliaea fulvipes
Ainsliaea fulvipes là một loài thực vật có hoa trong họ Cúc. Loài này được Jeffrey & W.W.Sm. mô tả khoa học đầu tiên năm 1914.